# Rio Branco EC
Rio Branco EC is een Braziliaanse voetbalclub uit Americana, in de deelstaat São Paulo. 

## Geschiedenis
De club werd in 1913 opgericht als Sport Club Arromba. In 1917 werd de naam gewijzigd in Rio Branco Football Club, vernoemd naar baron Rio Branco. In de jaren veertig sloot de sportclub de voetbalafdeling. In 1961 werd de naam Rio Branco Futebol Clube aangenomen. In 1979 fuseerde de club met Americana EC en werd zo Rio Branco EC en zo kreeg de club een voetbalafdeling. In 1990 werd de club vicekampioen van de Série A2, de tweede klasse van het Campeonato Paulista. In 1993 werd de club zesde. In 2007 degradeerde de club.